# Die Rote (Roman)
Die Rote ist ein Roman von Alfred Andersch, der zum ersten Mal 1960 im Walter Verlag (Olten und Freiburg) und in einer Neufassung 1972 im Diogenes Verlag (Zürich) erschien.

## Struktur
Die erzählte Zeit des Romans umfasst vier Tage von Freitag bis Montag. Die Großkapitel sind mit den Angaben der Tage und mit Stichworten zum Inhalt überschrieben. Die Unterkapitel enthalten die Namen der jeweiligen Hauptfigur, entweder Franziska, einer Dolmetscherin aus Deutschland, oder Fabio Crepaz, eines in Venedig lebenden Violinisten, sowie die Bezeichnung der Tageszeit. Eingestreut sind Abschnitte, die in lyrischer Sprache den Bewusstseinsstrom von Fabios Vater wiedergeben, eines Fischers, der „der alte Piero“ genannt wird. In diesen Abschnitten sind alle Wörter kleingeschrieben. In den anderen Kapiteln wechselt die personale Erzählsituation mit dem kursiv gesetzten inneren Monolog der Figur. Außerdem gibt es drei mit der Handlung verknüpfte Binnengeschichten. Als Motto ist dem Roman ein Zitat von Claudio Monteverdi vorangestellt.

## Inhalt
1. Handlungsstrang: Auf einer Dienstreise nach Mailand verlässt Franziska spontan ihren Mann Herbert, einen erfolgreichen Geschäftsmann, der sie in Italien mit seinen Kunstkenntnissen langweilt, und fährt ohne Gepäck und mit wenig Geld im Schnellzug ins winterlich neblige Venedig. Dort nimmt sie sich ein Zimmer in einem billigen Hotel und durchdenkt ihre Möglichkeiten. Kann sie als Dolmetscherin für mehrere Sprachen in Italien Arbeit finden und selbständig werden? Zu Hause in Dortmund hat sie neben ihrer Ehe ein Verhältnis mit Joachim, Herberts Chef, den sie nach einem missglückten Telefonat ebenfalls verlässt. Kompliziert ist die Situation auch dadurch, dass sie von Herbert möglicherweise ein Kind erwartet. Gibt es für sie einen dritten Weg zwischen dem schicken Leben, das sie nicht mehr will, und „der sauberen Misere“?
Auf einem Gang durch die Stadt kommt sie an dem noblen Hotel Pavone vorbei und geht kurzentschlossen hinein, um Tee zu trinken, obwohl sie sich das eigentlich nicht leisten kann. Wegen ihrer eleganten Erscheinung und ihrer roten Haare fällt sie Patrick O’Malley auf, einem homosexuellen Iren und Sohn eines reichen Brauereibesitzers, der sie später anspricht und auf sein Boot einlädt. Dort erzählt er ihr, wie er 1944 in Deutschland auf Druck des Gestapo-Beamten Kramer zum Doppelspion geworden ist und sich an seinen Kameraden schuldig gemacht hat. Jetzt hat er Kramer in Venedig wiedergetroffen und will ihn bestrafen. Er führt Franziska in ein Lokal, in dem sie Kramer treffen und mit ihm zusammen essen. Als Franziska am folgenden Tag einem jüdischen Juwelier einen kostbaren Ring unter Wert verkauft, taucht Kramer auf und verhilft ihr zu einem angemessenen Preis. Sie gibt dem Juwelier aber das Geld zurück, woraufhin er ihr einen vertrauenswürdigen Arzt vermittelt. O’Malley bietet ihr an, ihn auf einer Mittelmeerkreuzfahrt zu begleiten, aber sie verzichtet, weil er sie benutzt, um Kramer auf sein Boot zu locken. Dort tötet er Kramer mit vergiftetem Bier.
2. Handlungsstrang: Der fast fünfzigjährige Fabio Crepaz spielt Violine im Fenice-Orchester. Früher kämpfte er im Spanischen Bürgerkrieg und in der italienischen Resistenza. Jetzt hat er der Politik entsagt und diskutiert nur zuweilen mit seinem Freund Professor Bertaldi über die Erstarrung der politischen Fronten und den Verlust der Ideale im Kalten Krieg. Bertaldi will sich aus dem Stadtrat zurückziehen und wieder seine Professur einnehmen. Crepaz lebt allein, besucht nur hin und wieder Giulietta, eine einundzwanzigjährige Sängerin, die sich dem Schlager zugewandt hat, weil sie mit ihren Ambitionen als Opernsängerin gescheitert ist. Fabios Mutter und Schwester Rosa leben in ärmlichen Verhältnissen in Mestre, einem Vorort von Venedig. Der Vater, der alte Piero, kommt auf seiner letzten Fahrt in einer kalten Nacht ums Leben.
Zusammentreffen der Handlungsstränge: Auf der Plattform des Campanile treffen Franziska und Fabio am Sonntagvormittag zufällig zusammen. Sie wechseln nur wenige Worte, fühlen sich aber für einen Augenblick verbunden, als die Glocken anfangen zu läuten und sie sich die Ohren zuhalten müssen. Nach der Ermordung Kramers geht Franziska in eine Bar und erkennt dort Fabio wieder. Sie spricht ihn an. Das Ende bleibt in der Neufassung offen.
In der Erstfassung begleitet sie Fabio nach Hause, sie schlafen miteinander. Tags darauf fahren sie nach Mestre in sein Elternhaus, wo Franziska unterkommt. Sie nimmt eine Stelle in der Fischfabrik an, in der auch Rosa arbeitet. Sie erfährt, dass sie schwanger ist. Fabios Mutter glaubt, das Kind sei von ihrem Sohn.
Binnengeschichten: Die Binnengeschichten erhellen jede auf ihre Weise Aspekte der Gesamthandlung. Die Erzählung „Grausiges Erlebnis eines venezianischen Ofensetzers“ hat Andersch auch gesondert veröffentlicht. Sie wird in einer Bar vom Ofensetzer Rossi erzählt: In einem Kloster hat er aus einem verstopften Kamin eine riesige Ratte befreit, wobei ihn ein großer Kater beobachtet. Beide Tiere verbeißen sich ineinander, so dass Blut fließt. Der Prior lässt sie schließlich auf einer Schaufel in den Kanal werfen. Die Geschichte lässt sich auf das Verhältnis Kramer – O’Malley beziehen, deren Vorgeschichte in der zweiten Binnengeschichte erzählt wird. Der eingefügte Text „Das Meer“ ist eine freie Zusammenfassung von Michelangelo Antonionis Film Der Schrei (Il Grido). Fabio hat diesen Film gesehen und identifiziert sich mit der Hauptfigur Aldo, an der die Unmöglichkeit der Liebe zwischen Mann und Frau gezeigt wird.

## Interpretation
Von der literaturwissenschaftlichen Forschung wurde der Roman unter folgenden Aspekten interpretiert: „im Hinblick auf die Italien-Darstellung, die Komposition, die Geschlechter-Problematik und das Frauenbild sowie die ‚jüdische Thematik‘.“
Was Italien angeht, wird der Roman in eine Reihe mit Thomas Manns Novelle Mario und der Zauberer (1930), Wolfgang Koeppens Roman Der Tod in Rom (1954), Peter Schneiders Erzählung Lenz (1973) und Rolf Dieter Brinkmanns Tagebuch Rom, Blicke (veröffentlicht 1979) gestellt. Italien war auch Schauplatz von Anderschs Desertion im Weltkrieg gewesen, die er in seinem autobiographischen Bericht Die Kirschen der Freiheit (1952) schildert.
Das ‚jüdische Thema‘ wird im Zusammenhang mit dem Verhalten des Juweliers und Kramers diesbezüglichen Tiraden sowie in Anspielungen auf Shakespeares Shylock-Figur im Drama Der Kaufmann von Venedig (The Merchant of Venice) verhandelt.
Die Geschlechter-Problematik zeigt sich in Franziskas Nachdenken über ihre Beziehungen zu Männern. Sie wird auch in Kunstwerken reflektiert, so in dem Film „Der Schrei“ und in Giorgiones Bild Das Gewitter (im Roman: Der Sturm), von dem Fabio eine Reproduktion in seinem Zimmer aufgestellt hat. Hinzu kommt ein religiöser Aspekt in Fabios Reflexionen über den Mythos von Orpheus und Eurydike, die er anlässlich der Aufführung von Monteverdis Oper L’Orfeo anstellt.
Wie in vielen Werken von Andersch ist ein zentrales Thema die Freiheit, im Leben zwischen verschiedenen Möglichkeiten zu wählen. Darin zeigt sich der Einfluss des Existentialismus Jean-Paul Sartres. Mehrmals geht Franziska ihre Möglichkeiten durch. Nur in der Erstfassung trifft sie am Schluss eine Wahl, nämlich kleinbürgerlich zu leben und ihr Kind großzuziehen. In der Neufassung lässt der Autor dies offen.
Ein zweites Thema ist die (politische) Tat, die Bestrafung Kramers. Da O’Malley Kramer nicht erschießt, nennt Franziska ihn einen „Versager“. Sartre schrieb: „Es gibt Wirklichkeit nur in der Tat.“ Und: „Der Mensch ist nichts anderes […] als die Gesamtheit seiner Handlungen.“ Bewährung oder Versagen sind auch in Sartres Theaterstück Die schmutzigen Hände (1948) an einen politischen (Auftrags-)Mord geknüpft.
Ein drittes Thema ist der Terror, der von Machtmenschen ausgeht. Franziska vergleicht den Terror, dem O’Malley und sie ausgesetzt sind: „Der Terror von Menschen wie Kramer und Joachim war wirksamer als der Terror der Folterknechte.“ Ein ähnlicher Vergleich findet sich in Anderschs Hörspiel Fahrerflucht (1957), in dem ein Tankwart den Terror, der von einem Manager ausgeht, mit demjenigen eines Oberfeldwebels im Krieg vergleicht.

## Rezeption
„Die Reaktion der Literaturkritik auf Anderschs zweiten Roman war sehr unterschiedlich, schwankend zwischen hohem Lob und heftigem Verriß.“ Beim Publikum hatte der Roman Erfolg: Bis 1972 wurden 300 000 Exemplare verkauft. Dietrich Segebrecht nannte den Roman in den Frankfurter Heften „ein erzählerisches Meisterwerk“, während ihn Dietrich Berghahn ebendort zwar für „kunstvoll arrangiert“ hielt, ihm aber das Potential absprach, „unser kritisches Verständnis für die gesellschaftliche Wirklichkeit des Jahres 1960 über die vertrauten Stilübungen der Wochenend-Feuilletons hinaus“ zu erweitern.
Im Gegensatz dazu urteilte Karl Markus Michel im Hessischen Rundfunk: „Erst dann gewinnt das Buch eine innere Einheit, wenn man es weniger als Roman sieht, vielmehr als ein streng stilisiertes zeitkritisches Panorama, das mit Brillanz und Unerbittlichkeit Fragen stellt und Antworten sucht auf die Probleme der politischen, moralischen und künstlerischen Existenz unserer Zeit.“ Peter Demetz schrieb 1970 in Die süße Anarchie: „Ungeachtet des Urteils deutscher Kritiker gefällt mir ‚Die Rote‘ als ein welthaltiger, nüchterner und bemerkenswert distanzierter Roman […]“ Marcel Reich-Ranicki konstatierte: „Fast alles, was uns von Franziska erzählt wird, ist unglaubhaft.“  Die Neufassung wurde insgesamt positiv beurteilt.

## Adaptionen
Der Roman wurde 1962 von Helmut Käutner u. a. mit Ruth Leuwerik als Franziska und Gert Fröbe als Kramer verfilmt. Bereits 1960 sendeten der SWF und BR das von Andersch verfasste Hörspiel Der Albino, das auf die Kramer – O’Malley-Handlung konzentriert ist. Regie führte Fritz Schröder-Jahn, der selbst als einer der Sprecher auftrat.